# 港鐵接駁巴士K16線
九龍巴士K16線（港鐵接駁巴士K16線）是香港的一條已停辦的港鐵接駁巴士路線，行走南昌站及尖東站之間，可說是九龍南線的先導公車。由九龍巴士向九廣鐵路租出巴士行走。
本線曾一度是九龍市區唯一一條接駁東鐵綫及西鐵綫的港鐵巴士路線，2009年8月16日九龍南線通車後，尖東站撥歸西鐵綫，故此變成兩個總站均「接駁」西鐵綫，這條巴士路線當日起取消所有轉乘優惠，並在2009年9月19日全面取消，本路線成為自2007年兩鐵合併後首條已取消巴士路線。

## 歷史

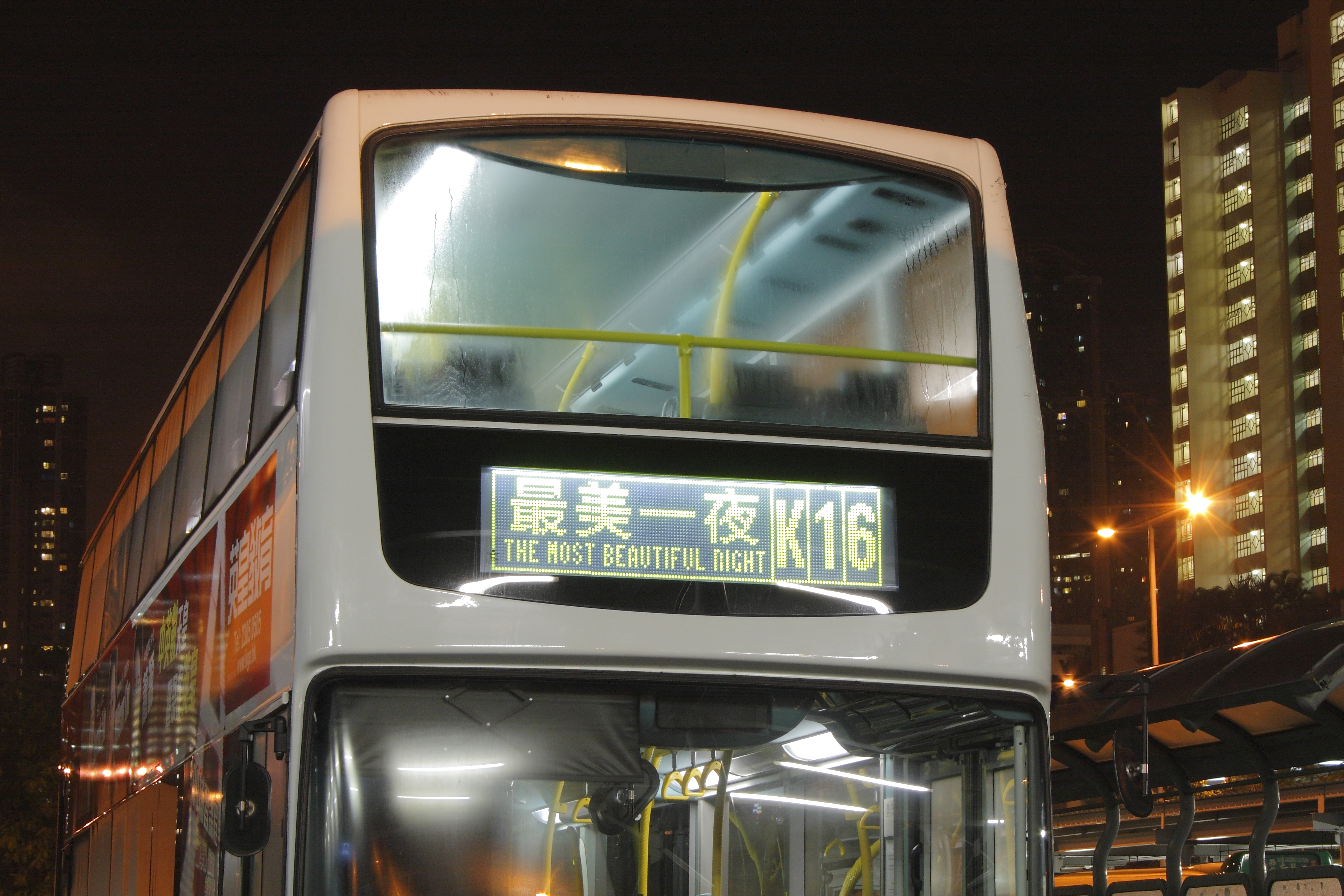
K16最後一日的尾班車到達南昌後，電牌顯示出「最美一夜」等的告別字句

本線於1991年1月14日投入服務，初時只是一條九廣東鐵接駁巴士路線，由紅磡車站開往尖沙咀中間道，由九廣鐵路公司營辦，並自行派出巴士行走，只於平日繁忙時間提供服務。開辦初期是免費乘搭的，直到1999年5月3日改以九巴名義經營，仍由九鐵巴士派車，並增設東鐵八達通轉車優惠，讓乘搭九廣東鐵的乘客享用免費接駁巴士服務，減少濫用情況。
為配合紅磡繞道及其鄰近道路通車及尖沙咀區道路工程，於2002年9月17日起，改為循環運作及來回程改經紅磡繞道。
由於九廣西鐵不能直達尖沙咀，所以在2003年12月13日，K16延長至南昌站，增設西鐵八達通轉車優惠，讓西鐵乘客可免費接駁至尖沙咀。本線同時提升至每日全日服務，以方便西鐵乘客，及取代K15線。本線便成為唯一一條能同時接駁西鐵和東鐵的九鐵巴士路線。
配合尖東站啟用，在2004年11月14日，K16縮短至尖東站。當時以梳士巴利道作總站，2005年2月27日遷往尖東站K出口旁的尖東站公共運輸交匯處。
2008年6月8日，九巴加價，本線收費由$4.3增至$4.4（小童及長者收費由$2.1增至$2.2）。
2009年8月16日，港鐵九龍南綫正式通車，西鐵綫經柯士甸站及尖東站延伸到紅磡站，乘客再無需再靠其他交通接駁才能到達尖沙咀及紅磡，港鐵於該日起取消所有轉乘本線的優惠，並於同年9月19日停駛，亦象徵港鐵接駁巴士完全撤離九龍市區。
在本線最後一個營運日，尤其是當天晚上接近尾班車開出時段，南昌站已有大批巴士迷拍照留念，秩序大致良好。南昌站的巴士站長更特意把801（NE5930）及824（NX8813）平排停泊，讓巴士迷拍照留念，該2輛巴士的電子路線顯示更罕有地顯示答謝乘客支持的字句，而路線編號亦以仿舊式布牌的模式顯示。營辦商更以「最美一夜」的電牌顯示來送別K16。
801及824顯示的答謝字句（分9頁）：
2009年9月18日 
 K16光榮完成歷史任務
K16自91年1月14日
開辦，來往紅磡車
站與尖沙咀。後隨
西鐵通車延伸至
南昌，最後更於尖
東站連接東西鐵。
今天，K16已光榮
完成歷史任務，
多謝各位多年來
的愛戴及支持！
西鐵南昌站
WR NAM CHEONG STATION
最美一夜
THE MOST BEAUTIFUL NIGHT
GOODBYE
AND
THANK YOU!

## 服務時間及班次
- 南昌站及尖東站開：06:00-23:50（2009年9月6日起每15-20分鐘一班）

## 收費
- 成人（包括學生）$4.4
- 小童及長者$2.2

## 行車路線
- 南昌站開經：深旺道、海輝道、櫻桃街、櫻桃街下通道、櫻桃街、海泓道、麗翔道、渡船街、廣東道、九龍公園徑、梳士巴利道及中間道。
- 尖東站開經：中間道、彌敦道、梳士巴利道、九龍公園徑、廣東道、渡船街、欣翔道、海泓道、櫻桃街、櫻桃街下通道、海輝道及深旺道。

### 沿線車站
| 南昌站開 | 南昌站開   | 南昌站開             | 尖東站開 | 尖東站開   | 尖東站開             |
| 序號     | 車站名稱   | 位置                 | 序號     | 車站名稱   | 位置                 |
| -------- | ---------- | -------------------- | -------- | ---------- | -------------------- |
| 1        | 南昌站     | 南昌站公共運輸交匯處 | 1        | 尖東站     | 尖東站公共運輸交匯處 |
| 2        | 港灣豪庭   | 深旺道               | 2        | 九龍公園徑 | 九龍公園徑           |
| 3        | 維港灣     | 海輝道               | 3        | 中港城     | 廣東道               |
| 4        | 海富苑     | 海泓道               | 4        | 渡船街     | 渡船街               |
| 5        | 富榮花園   | 海泓道               | 5        | 富榮花園   | 海泓道               |
| 6        | 渡船街     | 渡船街               | 6        | 柏景灣     | 海泓道               |
| 7        | 柯士甸道   | 廣東道               | 7        | 維港灣     | 海輝道               |
| 8        | 九龍公園徑 | 九龍公園徑           | 8        | 南昌公園   | 深旺道               |
| 9        | 尖東站     | 尖東站公共運輸交匯處 | 9        | 富昌邨     | 深旺道               |
|          |            |                      | 10       | 南昌站     | 南昌站公共運輸交匯處 |

## 用車
本線停駛前用車以利蘭奧林比安（2XX）及丹尼士三叉戟（7XX）巴士為主，隨着2XX年事已高，港鐵在2007年及2008年分別購買9輛及15輛亞歷山大丹尼士Enviro 500（8XX），取代原有的2XX。

## 利用狀況
九龍南線通車前，由於該線能直達尖沙咀心臟地帶，班次比九巴12線為密，加上提供為港鐵東鐵綫及西鐵綫接駁服務，所以有不少新界西北（屯門及元朗）居民乘搭西鐵綫到南昌站轉乘本線前往尖沙咀上班，即使是來回程付全費的乘客亦不少，客量相當龐大。在平日早上繁忙時間，南昌站更經常出現大排長龍等候本線的情況。另在，於每日的繁忙時間往南昌或尖東方向的服務，都有機會於油麻地或中港城等中途站出現客滿的情況，故此在繁忙時間，該線於兩邊總站開出時均不設企位，以確保中途站的乘客能夠乘搭該路線。
但自從2009年8月16日九龍南綫通車後，令本路線路程顯得十分長，加上港鐵在當日起取消所有轉乘優惠，引致本路線客量出現大幅下跌。同年9月19日，本線正式停駛。

## 外部連結
- MTR Feeder Bus Route 港鐵接駁巴士路線－K16 （页面存档备份，存于）